# シハーブッディーン・ヤフヤー・スフラワルディー
シハーブッディーン・ヤフヤー・スフラワルディー（アラビア語: شهاب الدين يحيى سهروردی, Šihāb ad-Dīn Yaḥyā Suhrawardī; 1154年頃 – 1191年頃）は、12世紀イスラーム圏の哲学者。アリストテレスの哲学をイブン・スィーナーの注解に基づいて学び、後に独自の哲学を展開した。スフラワルディーの哲学は「東方照明学」あるいは単に「照明学」と呼ばれ、これを奉じる者たちは「照明学派」（Ešrāqiyān; Illuminationist）という一派をなした。スフラワルディーの著作は中世を通じて、ラテン語に翻訳されることがなかったため、西洋世界においては長い間知られていなかった。他方で、13世紀以後の東方イスラーム圏においてはスフラワルディーの哲学が盛んに研究された。西洋や日本など、イスラーム圏外においては、20世紀中ごろになってから、アンリ・コルバンによる紹介を通じて広く知られるようになった。

## 生涯
スフラワルディーの生涯を叙述するための素材となる史料は少ない。スフラワルディーは1154年にスフラワルド村で生まれ、マラーガでマジドッディーン・ジーリー（Majd al-Dīn al-Jīlī）という学者を師匠として諸学を学んだ。マジドッディーンはファフルッディーン・ラーズィーも師匠とした人である。スフラワルディーはその後イスファハーンへ行き、ザヒールッディーン・ファーリスィー（Ẓahīr al-Dīn al-Fārisī）という学者に哲学、神学、科学を学ぶ。ザヒールッディーンには、ウマル・ブン・サラーフ・サーウィー（‘Umar b. Ṣalāḥ al-Sāwī）の観照法（バサーイル al-Baṣā’ir）も学んだ。その後、海路アナトリア半島へ行き、ファフルッディーン・マリディーニー（Fakhr al-Din al-Maridini）など数多くのスーフィーに出会い、スーフィーとしての修行を積む。
1183年、アイユーブ朝のサラーフッディーンが十字軍からアレッポの町を奪還したその年に、スフラワルディーはアレッポに移り、当地でスンナ派シャーフィイー法学派の学者として名を成した。その名は、サラーフッディーンがアレッポの太守としたその息子、マリク・ザーヒル・ガーズィーの耳にも入り、スフラワルディーはマリク・ザーヒルの庇護を受けるまでになった。1186年には最も重要な著作『照明の哲学』を著す。しかし、アイユーブ朝によるアレッポ支配の正当性を担保していた当地の宗教的権威との関係が悪化した。サラーフッディーンは、直接あるいは間接的にスフラワルディーを殺害する圧力をかけた。
スフラワルディーは1191年か1192年に獄死するが、その理由については諸説あって詳細なところは不明である。一説によれば、著書の中で用いられた先イスラーム時代のイラン文明の用語や汎神論的教説が異端視されたとされる。別の説によれば、アレッポに来る前のアナトリア半島における世俗権力とのつながりか、あるいはザーヒルとのつながりが原因で罪を得たとされる。このように、政治的な要因と宗教的な要因が組み合わさってスフラワルディーの失脚を招いたものと考えられている。
スフラワルディーがどのように獄死したか、あるいは処刑されたかについても不明であり、ただ、マリク・ザーヒルがいやいやながら父の命令を遂行したということだけがわかっている。

## 思想
スフラワルディーは、当時、論理学、認識論、心理学、形而上学の分野において東方で支配的であったアヴィセンナ・ペリパトス学派について、独自のプラトン主義的な批判を行った。なお、ここでいう「東方」はイスラーム圏における東方（イラク以東）である。スフラワルディーはさらに、認識論理と存在論、宇宙論において議論を押し進め、「照明の理論」と呼ばれる一連の思想に至った。照明の理論においては、イブン・スィーナー思想（Avicennan Peripateticism）における定義が批判され、現に今ある知識（presential knowledge）という概念が導入され、光の存在についての議論が精緻化される。

スフラワルディーはイブン・スィーナーの影響を受けながら、イブン・スィーナーの立場については高く評価しなかった。またアリストテレスがその師プラトンの原型の世界の観念・イデア説を捨て去ったことを批判した。彼は自らをピュタゴラス、プラトンなどの叡智的系譜に連なるものと見なした。
"真理への道の旅人たる者はすべてこの道における私の仲間であり、助力者である。哲学の師、叡智の導き手たるプラトンの歩みもまた同様であり、プラトンの先人たる諸賢者、たとえば哲学の父たるヘルメスもまた同じ道を歩んでいるのである"
また、イランにおける古代の叡智の系譜にも連なる者と主張した。この両知的系譜の統合者であるとスフラワルディーは自認し、自らの作り上げた思想体系を「照明学」(Hikmat al-ishrāqī, 直訳では”照明の叡智”)と呼び、ペリパトス派的ギリシャ哲学（Falsafah）やゾロアスター教の二原論と一線を画した。
"古代ペルシャ人の間には、真理の導き手であり、また真理によって正道に導かれた一群の人々がいた。これら古代の賢者たちは、マギと呼ばれる賢者たちではない。プラトンとその先人たちの精神的体験を証しとし、わたしがこの書『東方神智学』で再び生命を与えたのはまさしく彼らの崇高で、光り輝く叡智に他ならない"

### 「光」の体系
スフラワルディーの意味するところの「光」は「最も顕在するもの」であり、いわば「顕在性そのもの」である。それがそれであるために他の何かを必要としない。この光の強度によって、本質・原型、知性、霊魂、物質的な光が生じる。このような光の究極の源泉として神がある。イブン・スィーナー学派が「必然存在」（wājib al-wujūd）と呼んだものと同一視する。このような神をスフラワルディーは「至上の光」（Nūr al-anwār ; 文字通りには“諸々の光の光”だが、セム語的用法では最上級を表す）と呼び、神は光の本質として光を与え続ける。
この光を最初に受ける存在を「至大の光」（Nūr al-'a'zam）また「至近の光」（Nūr al-'aqrab）と呼び、神に似た単一者である。またスフラワルディーはこれを、ゾロアスター教の上位神的存在アムシャ・スプンタの一柱であるバフマン（bahman）の名前でも呼ぶ。この彼より二つの系統「経度」と「緯度」からなる、「支配者の光」（Anwār al-qāhirah）と呼ばれる天使的諸存在が生じる。
「経度」では「至大の光」が照明することによって、光を受けた存在が生じる。その照明されて生じた存在もまた照明して、次の光の存在が生じる。このように上位者から下位者へと照明され倍加していく。これらは「母たち」('Ummahāt)であり、世界のすべてを生じさせるものである。それと同時に「障壁」（barzakh）でもある。つまり、下位者にとって上位者は「至上の光」からの光を遮り、減衰させる。それはあまりにも強すぎる光を下位者が受けないためである。最後にはそれらの光の存在者は天体となり、その中でも最も偉大なものが太陽と月である。
「緯度」は原型の世界、プラトン的なイデアの世界である。これらのイデアに対応して「緯度」的天使が生じる。スフラワルディーはこれらにもアムシャ・スプンタの名称を援用した。例えば水の原型をフルダード、鉱物の原型をシャフリーワル、火の原型をウルディービヒシュト、植物の原型をムルダードと呼んだ。これらは「経度」のように上下の発出関係にはない。これらの天使はその固有の本性に従って、これらのイデアを元に「呪術」を行い、物質世界に対応する存在を与える。そしてこの「支配者の光」の中に、人間という種と霊魂を発出するものがあり、聖霊、また父と呼ばれる。イエスが福音書の中で呼びかけた「父」とはそれであると解釈する。また、哲学者の言う能動知性とも同一視する。
これらは光の諸存在の相互の作用によって流出論的に体系付けられるが、実のところはすべて媒介的な光の作用にすぎない。真の光の力は「至上の光」にあって、本当の意味での行為者は神である。
物質もまた「障壁」であり、光を遮蔽する。こうして光が完全に遮られた状態を闇とし、無であるとする。人間はその合間にあって存在し、その霊魂は光の世界に属する不滅の実体である。聖なるものとなった霊魂は「父」の下に帰還する。神は自己を愛し、またすべての者ににとっても愛の対象であり、光を探求する者たちには神の導きが与えられ、その眼が開かれた者は神を仰ぎ見る。従って、そのための手段である預言者たちの言葉は真実である。クルアーンに「我らは譬えをもって人々に語り、知ある者のみがそれを理解する」（29:43）述べられ、イエスは「私は譬えを口をきこう」（マタイ13:35）と言った。また神は、この真理の比喩を解釈する者・パラクレートスを遣わす。「汝らにその解釈を説くパラクレートスを遣わす」（ヨハネ14:26）、「その後で、われらはそれを説き明かすであろう」（クルアーン75:19）。そのような者とは、おそらく、スフラワルディー自身を指していたのであろう。

## 著作
アラビア語とペルシャ語で、50ほどの作品が知られている。教理的な論書や論理学、寓意物語、詩、クルアーンやハディースへの注解、イブン・スィーナーの作品への注解などが存在する。
アラビア語
- 『暗示の書』（Kitāb al-talwihāt）
- 『対立の書』（Kitāb al-muqawamāt）
- 『対話の書』（Kitāb al-mashari' wa'l-mutarahāt）
- 『照明の叡智の書』（Kitāb Hikmat al-ishrāq）
- 『光の拝殿』（Hayākal al-Nūr）本人によるペルシャ語版も存在する。

ペルシャ語
- 『照明の書』（Partaw Nāmah）
- 『イマードッディーンへの書簡』（Alwāh-i Imādi）
- 『心の庭園』（Būstān al-Qulūb）

ペルシャ語では多くの寓意物語が書かれている。『赤い知性』『白蟻の言葉』『鳥の論考』『スィーモルグの鳴き声』『ジブリールの翼の歌』『西方への流刑』『スーフィーたちとの一日』など。